# Usina Termelétrica Norte Fluminense
A Usina Termelétrica Norte Fluminense é uma usina de energia localiza no município de Macaé, no estado do Rio de Janeiro.

## Histórico
As obras tiverem início em setembro de 2001, em uma sociedade entre a Petrobras (10%) e a empresa de energia francesa EDF (90%).
Em dezembro de 2004, foi colocada em operação comercial a quarta e última turbina da unidade. Foram investidos cerca de US$ 500 milhões, financiados pelo Banco Nacional de Desenvolvimento Econômico e Social (BNDES).
Em abril de 2014, a Petrobrás vendeu a sua participação na usina para a EDF (Électricité de France).

## Capacidade energética
A usina tem uma capacidade instalada de 827 MW e opera com três turbinas a gás e uma a vapor. A usina é abastecida pelo gás natural proveniente da Bacia de Campos.
A termelétrica tem capacidade para atender 2,5 milhões de consumidores.
A UTE Norte Fluminense é uma das maiores termelétricas do Rio de Janeiro e uma das maiores do país.